# Casabindo
Casabindo és una localitat en el Departament Cochinoca en la província de Jujuy, Argentina.
La seva església es conserva com el 1690 i hi trobem pintures de l'escola cuzqueña: "Los Ángeles Arcabuceros", i és considerada la catedral de la Puna. El 15 d'agost s'hi celebren festes en honor de l'Assumpció de la Mare de Déu i després de la festa es fa el "Toreig de la Vincha", única manifestació taurina que es realitza en la República Argentina.

## Demografia
Població el 1991: 95 hab. (INDEC) Població és 2001: 155 hab. (INDEC), dels quals el 48,39% són dones i el 51,61% són homes.
A l'hivern el fred és molt intens i hi sol haver registres de fins a -20 °C